# Folinia mottezi
Folinia mottezi is een slakkensoort uit de familie van de Zebinidae. De wetenschappelijke naam van de soort is voor het eerst geldig gepubliceerd in 1917 door Bavay.